# Philippe Bergeroo
Philippe Bergeroo (født 13. januar 1954 i Ciboure, Frankrig) er en tidligere fransk fodboldspiller, der som målmand på det franske landshold var med til at vinde guld ved EM i 1984 og bronze to år efter ved VM i 1986. Han var dog primært inde omkring landsholdet som reserve og nåede kun at spille tre landskampe.
På klubplan var Bergeroo tilknyttet Girondins Bordeaux, Lille OSC samt Toulouse FC.
Efter sit karrierestop blev Bergeroo træner, og har blandt andet stået i spidsen for de traditionsklubberne Paris Saint-Germain og Rennes FC.